# Daniel Vigneau
Daniel Vigneau (Lió, 25 de març de 1881 - Boulogne-Billancourt, 6 de març de 1970) fou un baríton francès.
Va estudiar amb Duvernoy al Conservatori Nacional de París. Va cantar diverses temporades al Gran Teatre del Liceu de Barcelona.